# Szederkény
Szederkény is een plaats (község) en gemeente in het Hongaarse comitaat Baranya. Szederkény telt 1859 inwoners (2006).